# Fraserburgh
Fraserburgh, schottisch-gälisch: A’ Bhruaich, ist eine Stadt in der schottischen Council Area Aberdeenshire. 2011 lebten dort rund 13.100 Personen. Die Stadt liegt an der südlichen Einfahrt in den Moray Firth.

## Geschichte
Die Ursprünge der Ansiedlung liegen im 14. Jahrhundert, damals hieß der Ort noch Faithlie. 1504 kaufte Sir William Fraser (1473–1513), 6. Laird of Philorth, das Land und fing an, die Stadt zu entwickeln. Der erste Hafen wurde im Jahr 1546 gebaut. 1592 wurde im Rahmen einer Erweiterung der Stadtrechte Faithlie in Fraserburgh umbenannt. Ende des 16. Jahrhunderts hatte Fraserburgh eine Universität, die jedoch nur wenige Jahre bestand. 1787 wurde die Burg der Stadt zum ersten Leuchtturm Schottlands ausgebaut (Kinnaird Head Lighthouse). 1865 erhielt die Stadt einen Bahnanschluss, der zur wirtschaftlichen Entwicklung beitrug.
In Fraserburgh befinden sich das Museum of Scotish Lighthouses und das Fraserburgh Heritage Centre.

## Wirtschaft
Die Wirtschaft in der Küstenstadt ist sehr stark auf den Fischfang ausgerichtet. Nahezu 60 % aller Arbeitsplätze sind von der Fischerei abhängig. Fraserburgh war Sitz der BrewDog Brewery.

## Sport
Der 1910 gegründete FC Fraserburgh nimmt am Spielbetrieb der fünftklassigen Highland Football League teil und trägt seine Heimspiele im Bellslea Park aus.

## Söhne und Töchter von Fraserburgh
- George Strahan (1838–1887), Offizier und Gouverneur von Tasmanien (1881–86)
- James Cardno (1912–1975), Bobfahrer
- Dennis Nilsen (1945–2018), Serienmörder

## Städtepartnerschaften
Fraserburgh unterhält seit 1990 eine Städtepartnerschaft mit  Bressuire in  Nouvelle-Aquitaine, Frankreich.